# María Serafina del Sagrado Corazón
Clotilde Micheli (Imer, 11 de septiembre de 1849–Faicchio, 24 de marzo de 1911), más conocida por su nombre religioso María Serafina del Sagrado Corazón, fue una religiosa católica italiana, fundadora de la Congregación de las Hermanas de los Ángeles. Es venerada como beata en la Iglesia católica.

## Biografía
Clotilde Micheli nació en Imer (Trento) el 11 de septiembre de 1849, en el seno de una familia católica practicante. Sus padres fueron Domingo Micheli y Ana María Orsingher. Desde su juventud, Clotilde fue presa de supuestas revelaciones y experiencias místicas. En una de esas experiencias sintió el llamado a fundar una congregación religiosa con el objetivo de adorar a la Santísima Trinidad, tomando como modelos de oración y servicio a la Virgen María y a los ángeles. Se trasladó a Venecia, para buscar asesoramiento espiritual de Domenico Agostini, futuro patriarca de la ciudad, quien le animó a seguir su proyecto de fundación.
En 1867 Clotilde Micheli se mudó a Padua, donde vivió hasta 1876, bajo la guía espiritual de Angelo Piacentini. A la muerte del Piacentini en el 1876, Clotilde se fue a Castellavazzo (Belluno) donde el arcipreste Gerolamo Barpi puso a su disposición un antiguo convento para la nueva fundación. Aun así, Micheli se trasladó a Alemania, donde permaneció por siete años, trabajando como enfermera en el hospital de las Hermanas Isabelinas. A la muerte de su padre (1885) regresó a Imer, desde donde inició una peregrinación a pie hacia Roma, junto a una de sus primas de nombre Judith. Estando en Roma, conoció a las Hermanas de la Caridad Hijas de la Inmaculada (Inmaculadinas), de reciente fundación. Ingresó a dicho instituto y tomó el nombre de Anunciata.
En 1891, Anunciata abandona la congregación, se muda a Nocera Inferiore, donde en el barrio de Casolla, el 29 de junio de 1891, inicia la fundación de las Hermanas de los Ángeles Adoratrices de la Santísima Trinidad. El día de la profesión en el nuevo instituto, Anunciata cambia su nombre por María Serafina del Sagrado Corazón. Como fundadora y primera guía de la congregación, María Serafina se dedicó a la expansión de la misma y a buscar la aprobación. En una de sus últimas fundaciones, en la ciudad de Faicchio, murió el 24 de marzo de 1911

## Culto
María Serafina del Sagrado Corazón gozó de fama de santa, sobre todo en los últimos años de su vida. Fama que aumentó luego de su muerte. Por ello, las Hermanas de los Ángeles iniciaron la causa de su beatificación, con la aprobación de la Santa Sede, el 9 de julio de 1990. El 3 de julio de 2009, el papa Benedicto XVI reconoció sus virtudes en grado heroico, lo que permitió que en la Iglesia católica se le reconociera el título de venerable. En 2010, el mismo pontífice decretó la aprobación del milagro que llevó a María Serafina a los altares.
El 28 de mayo de 2011, aún bajo el pontificado del papa Benedicto, el cardenal Angelo Amato celebró el rito de beatificación de María Serafina, en el campo deportivo de Faicchio.
Sus reliquias son veneradas en la iglesia de las Hermanas de los Ángeles, María Santísima del Carmelo de Faicchio. Su fiesta se celebra el 28 de mayo, el martirologio romano recoge su memoria el 24 de marzo y las adoratrices trinitarias veneran su memoria con rango de fiesta.

## La visión de Lutero en el Infierno
En 1883 sor María Serafina Micheli pasó casualmente por Eisleben, en Sajonia, ciudad natal de Martín Lutero. Ese día se celebró el cuarto centenario del nacimiento del monje alemán (10 de noviembre de 1483). Ella, después de caminar por las calles de la festiva ciudad buscando una iglesia para rezar, logró encontrar una, pero las puertas estaban cerradas. Entonces decide arrodillarse en las escaleras para recitar sus oraciones. Pero como ya era de noche, no se dio cuenta de que no era una iglesia católica, sino protestante. Mientras oraba, se le apareció el ángel de la guarda y le dijo: "Levántate, porque este es un templo protestante". Luego agregó: "Pero quiero mostrarles el lugar donde Martín Lutero es condenado y el castigo que sufre como castigo por su orgullo". Después de estas palabras vio un horrible abismo de fuego (Infierno), en el que un número incalculable de almas eran cruelmente atormentadas. En el fondo de este abismo había un hombre, Martín Lutero, que se destacaba de los demás: estaba rodeado de demonios que lo obligaban a permanecer de rodillas y todos, equipados con martillos, intentaban, pero en vano, conducir un gran clavo en su cabeza.